# Slovenija na Zimskih olimpijskih igrah 2002
Slovenija na Zimskih olimpijskih igrah 2002, ki so potekale v Salt Lake Cityju, ZDA. To je bil četrti nastop na Zimskih olimpijskih igrah za Slovenijo, ki jo je zastopalo štirideset športnikov v osmih športnih. Na otvoritveni slovesnosti je bil zastavonoša Dejan Košir. Edino slovensko medaljo so osvojili Damjan Fras, Primož Peterka, Robert Kranjec in Peter Žonta v ekipni tekmi smučarskih skokov na veliki skakalnici, kar je bila četrta slovenska medalja na Zimskih olimpijskih igrah, vse so bile bronaste.

## Medalje
|           | Zlato | Srebro | Bron | Skupno |
| Slovenija | 0     | 0      | 1    | 1      |